# 法相宗判教
漢傳佛教的判教思想中，法相宗判教属于主要的三个理论体系之一，由玄奘法师提出，窥基法师發揚。

## 概論
教判，即教相判释，亦称教相、判教、教摄，即判别解释佛陀教法相状差别之理論。
大乘佛教諸多教典傳至中國後，佛教僧眾就教说的形式、深淺、先後等，進行分类而判別教说。佛陀教法應對象根機，義理互有出入，教相判释因此产生，以明佛陀言行之真意，建立貫攝全部佛法的綱領與體系。

## 三时教判与三教八宗
法相宗（唯识宗）判教的理論依據是《解深密经》、《金光明经》等。

### 三时
唐玄奘法師立“三时教判”，即转法轮、照法轮、持法转三法轮之判。

### 三教八宗
玄奘的弟子窺基法師發展爲“三教八宗”。

#### 三教
- 有教：代表作爲四《阿含经》等「我空法有」之教義。
- 空教：代表作爲“三论”，即龙树《中论》、《十二门论》，及龙树弟子提婆论师之《百论》，以及《般若经》等「諸法皆空」之教義。
- 中道教：代表作爲《华严经》、《解深密经》、《法华经》等「三自性三無性」之非有非無中道教義。

#### 八宗
- 我法俱有宗：犊子部等。
- 有法无我宗：萨婆多部（有部）等。
- 法无去来宗：大众部等。
- 现通假实宗：说假部、经部等及《成实论》。
- 俗妄真实宗：说出世部等。
- 诸法但名宗：一说部等。
- 胜义皆空宗：《般若经》等诸经，及“中百论”（《中论》、《百论》）
- 应理圆实宗：《法华经》等经，及无著的“中道教”。[2][1]